# Pernilla August
Pernilla August, właśc. Mia Pernilla Hertzman-Ericson (ur. 13 lutego 1958 w Sztokholmie) – szwedzka aktorka filmowa i teatralna, reżyserka i scenarzystka. Jedna z wiodących aktorek w Szwecji i długoletnia współpracowniczka reżysera Ingmara Bergmana. Zdobyła nagrodę dla najlepszej aktorki na 45. MFF w Cannes za rolę w filmie Dobre chęci (1992), wyreżyserowanym przez Bille Augusta na podstawie scenariusza Ingmara Bergmana. Największą popularność zdobyła dzięki roli Shmi Skywalker (matki Anakina Skywalkera) w filmach Gwiezdne wojny: część I – Mroczne widmo i Gwiezdne wojny: część II – Atak klonów.

## Kariera

### Aktorka
Pernilla August urodziła się 13 lutego 1958 w Sztokholmie jako córka Lo Hertzman-Ericsona i Henrietty Palmius-Wallgren. Rozpoczęła swoją przygodę ze sztuką jako dziecko, występując w sztukach w Vår Teater oraz w szkole. Jej profesjonalna kariera aktorska rozpoczęła się w 1975, kiedy reżyser Roy Andersson obsadził ją w niewielkiej roli w filmie Giliap. Po ukończeniu szkoły pracowała przez pewien czas z upośledzonymi umysłowo dziećmi. Następnie od 1979 grała w filmach innych reżyserów m.in. Vilgota Sjömana (wśród nich film o Alfredzie Noblu, 1983) i Lasse Hallströma. Studiowała aktorstwo w Swedish National Academy of Mime and Acting w Sztokholmie (NAMA) w latach 1979–1982. Przed ukończeniem studiów zwróciła na siebie uwagę Ingmara Bergmana, który obsadził ją w swoim filmie Fanny i Aleksander (1982). Zapoczątkowało to dwie dekady współpracy z reżyserem, w tym przy serialu telewizyjnym Dobre chęci (1992), gdzie zagrała matkę Bergmana, Karin Bergman, i poznała swojego drugiego męża, reżysera Billego Augusta, oraz w telewizyjnych produkcjach Intymne zwierzenia (1996) w reżyserii Liv Ullmann i Bergmana.
Zagrała także w dramacie Bo Widerberga Droga węża (1986), jak i jego telewizyjnej produkcji Dzika kaczka (1989) na podstawie sztuki norweskiego dramaturga Henrika Ibsena. Wśród wielu skandynawskich i międzynarodowych filmów z jej udziałem są również Jerozolima (1996) Billego Augusta, Księga Diny (2002) w reżyserii Ole Bornedala, Świt (2003) Björna Runge (za który otrzymała zbiorowego Srebrnego Niedźwiedzia za wybitne osiągnięcie artystyczne na 54. MFF w Berlinie) oraz szwedzko-tajwańska koprodukcja Miss Kicki (2009).
Począwszy od 1981 występowała w kilku sztukach reżyserii Ingmara Bergmana w Królewskim Teatrze Dramatycznym w Sztokholmie (Dramaten). Wcieliła się w rolę Ofelii w Hamlecie (1986) Williama Szekspira, za co otrzymała nagrodę British Drama Magazine za najlepszą kobiecą rolę drugoplanową. Wystąpiła również w A Dream Play (1986) według Augusta Strindberga, jako Nora w Domu lalki (1989) wg Henryka Ibsena oraz jako Hermiona w specjalnej wersji Zimowej opowieści (1994). Zagrała rolę tytułową w spektaklu Maria Stuart (2000) wg Friedricha Schillera i Helene Alving w Ghosts (2002) wg Ibsena. Pracowała także z rosyjskim reżyserem Jurijem Lubimowem przy sztuce Uczta w czasach zarazy (1996) wg Aleksandra Puszkina. W latach 1983–1984 pracowała w Folkteatern í Gävleborg (Teatr Ludowy w Gävleborg) z reżyserem Peterem Oskarsonem. W 2008 zagrała w produkcji scenicznej Stalowe magnolie w Vasateatern w Sztokholmie wraz z Suzanne Reuter, Melindą Kinnaman, Gunillą Nyroos, Lindą Ulvaeus i Cecilią Nilsson.
W wielu krajach anglojęzycznych kojarzona jest najbardziej z rolą Shmi Skywalker, matki Anakina Skywalkera, z produkcji Gwiezdne wojny: część I – Mroczne widmo (1999) i jej kontynuacji Gwiezdne wojny: część II – Atak klonów (2002). Wystąpiła także w amerykańskim serialu przygodowym emitowanym w latach 1992–1996 Kroniki młodego Indiany Jonesa. Wcieliła się również w rolę Maryi Panny w filmie fabularnym Maria, matka Jezusa (1999).
W 2011 po raz kolejny zagrała rolę Shmi Skywalker w trzecim sezonie Gwiezdnych wojen: Wojny klonów – w odcinku „Overlords”, który wyemitowano 28 stycznia. W 2012 wcieliła się w postać Sary Landhag w szwedzkim filmie W interesie narodu.
Zasiadała w jury konkursu głównego na MFF w San Sebastián (2007) oraz w jury sekcji „Horyzonty” na 71. MFF w Wenecji (2014).
Ubiegała się o rolę Franceski Johnson w filmie Co się wydarzyło w Madison County (1995) Clinta Eastwooda. Ostatecznie w postać tę wcieliła się Meryl Streep.

### Reżyser
Po jej krótkometrażowym reżyserskim debiucie Time Bomb (Blindgångare) (2005) nakręciła swoją pierwszą pełnometrażową fabułę – dramat Wykluczeni (2010) z udziałem Noomi Rapace i Ola Rapace. Za film ten otrzymała Nagrodę Główną w sekcji „Międzynarodowy Tydzień Krytyki” na 67. MFF w Wenecji oraz Złotego Żuka za najlepszą reżyserię. W październiku 2011 reżyserka przyjęła propozycję kierowania nową duńską produkcją Arvingerne. Serial miał premierę 1 stycznia 2014.

## Życie prywatne
Pernilla August urodziła się w Sztokholmie w 1958. Aktorka jest wnuczką pisarza Gurli Hertzman-Ericsona, a jej oryginalne nazwisko to właśnie Hertzman-Ericson. Była aktywna zawodowo również pod nazwiskami Wallgren i Östergren. Wyszła za mąż dwukrotnie i za każdym razem zmieniała nazwisko. Jej pierwszym mężem w 1982 został Klas Östergren, z którym ma córkę scenografkę Agnes Östergren (ur. 1985); małżeństwo zakończyło się rozwodem w 1989. Drugie małżeństwo zostało zawarte w 1991 z reżyserem Billem Augustem, z którym ma dwie córki: Astę August i aktorkę Albe August. To małżeństwo również zakończyło się rozwodem w 1997.

## Filmografia

### Filmy

#### Aktorka
- 1975 Giliap jako dziewczyna
- 1979 Linus, czyli tajemnica Ceglanego Domu (tyt. oryg. Linus eller Tegelhusets hemlighet) jako Abigail
- 1981 Kogut (tyt. oryg. Tuppen) jako Asa
- 1982 Fanny i Aleksander (tyt. oryg. Fanny och Alexander) jako Maj
- 1983 Przybycie pana Sleemana (tyt. oryg. Herr Sleeman kommer)
- 1983 Alfred Nobel – Mr. Dynamite jako Sofie Hess
- 1985 Den Tragiska historien om Hamlet – Prins av Danmark jako Ofelia
- 1986 Droga węża (tyt. oryg. Ormens väg på hälleberget) jako Eva
- 1987 Agget
- 1989 Den Döende dandyn jako Thora Dardel
- 1989 Dzika kaczka (tyt. oryg. Vildanden) jako Gina
- 1992 Dobre chęci (tyt. oryg. Den goda viljan) jako Anna Bergman
- 1995 Lumiere i spółka (tyt. oryg. Lumière et compagnie) jako Anna (niewymieniona w czołówce)
- 1996 Intymne zwierzenia (tyt. oryg. Enskilda samtal) jako Anna
- 1996 Jerozolima (tyt. oryg. Jerusalem) jako Karin
- 1997 W obecności klowna (tyt. oryg. Larmar och gör sig till) jako Karin Bergman
- 1997 Den Sista yankeen jako Patricia Hamilton
- 1998 Ostatni kontrakt (tyt. oryg. Sista kontraktet) jako Nina Nyman
- 1998 Kök
- 1998 Dzieci szklarza (tyt. oryg. Glasblåsarns barn) jako Sofia
- 1999 Gwiezdne wojny: część I – Mroczne widmo (tyt. oryg. Star Wars: Episode I – The Phantom Menace) jako Shmi Skywalker
- 1999 Maria, Matka Jezusa (tyt. oryg. Mary, Mother of Jesus) jako Maria (Maryja) z Nazaretu
- 1999 Młody Indiana Jones: Wiek niewinności (tyt. oryg. The Adventures of Young Indiana Jones: Tales of Innocence) jako Mamma
- 1999 Där regnbågen slutar jako Tove
- 2000 Anna jako Anna Terlow
- 2000 Gossip jako Molly Fischer
- 2001 Burzyciel (tyt. oryg. Sprängaren) jako Beata Ekesjö
- 2001 Hr. Boe & Co.'s Anxiety
- 2002 Gwiezdne wojny: część II – Atak klonów (tyt. oryg. Star Wars: Episode II – Attack of the Clones) jako Shmi Skywalker
- 2002 Księga Diny (tyt. oryg. I Am Dina) jako Hjertrud
- 2002 En Kärleksaffär jako Anna
- 2003 Drobiazgi (tyt. oryg. Detaljer)
- 2003 Świt (tyt. oryg. Om jag vänder mig om) jako Agnes
- 2004 Pokonać własny cień (tyt. oryg. Rancid) jako Bergquist
- 2004 Dzień i noc (tyt. oryg. Dag och natt) jako siostra Tomasa
- 2004 Wieża Eiffla (tyt. oryg. Eiffeltornet) jako Lena
- 2005 Wierny ogrodnik (tyt. oryg. The Constant Gardener) jako Laura
- 2005 Drabet jako Nina
- 2005 Doxa jako Kristina
- 2005 Mun mot mun jako Leyla
- 2006 Sök
- 2006 Den som viskar jako Anna Gustavsson
- 2009 Miss Kicki jako Kicki
- 2009 Kenny Begins jako dyrektorka
- 2009 Rozsądne wyjście (tyt. oryg. Det enda rationella) jako Karin Byström
- 2012 Sąd o umarłym (tyt. oryg. Dom över död man) jako Maja Forssman
- 2012 W interesie narodu (tyt. oryg. Hamilton: I nationens intresse) jako Sara Landhag
- 2012 Call Girl jako Dagmar Glans
- 2014 Gentlemen jako Greta
- 2015 Det Vita Folket jako Viktoria

#### Reżyserka
- 2010 Wykluczeni (tyt. oryg. Svinalängorna)
- 2016 Den allvarsamma leken

#### We własnej osobie
- 1997 Liv Ullmann scener fra et liv
- 2000 Ljuset haller mig sallskap
- 2001 The Beginning: Making 'Episode I'
- 2006 Løven Henrik Ibsen
- 2012 Kalla ingenting försent
- 2013 Więcej niż Bergman (tyt. oryg. Trespassing Bergman)

#### Głosy
- 2002 Karlsson z dachu (tyt. oryg. Karlsson pa taket) jako Mama
- 2002 Alla älskar Alice jako Skolkulator
- 2005 Dear Mr. Barroso jako ona sama

#### Scenarzystka
- 2010 Wykluczeni (tyt. oryg. Svinalängorna)

### Seriale

#### Aktorka
- 1984 Hur ska det gå för Pettersson? jako Ingrid
- 1991 Den Goda viljan jako Anna & Aring Bergman
- 1995 En Nämndemans död jako Vanja Holm
- 1999 Offer och gärningsmän jako Pia
- 2007 Forestillinger jako Eva
- 2021–2024 Książęta (tyt. oryg. Young Royals) jako królowa Szwecji – Kristina

#### Gościnnie
- 1992 Kroniki młodego Indiany Jonesa (tyt. oryg. The Young Indiana Jones Chronicles) (serial TV 1992–1996) jako Mamma
- 1997 Persons parfymeri jako Bodil, KNIP
- 2004 Närbild jako ona sama

#### Reżyserka
- 2014 Arvingerne

## Teatr
| Rok  | Rola                       | Sztuka                                            | Reżyser           | Teatr                                     |
| ---- | -------------------------- | ------------------------------------------------- | ----------------- | ----------------------------------------- |
| 1981 | Arbetare                   | Heliga Johanna från slakthusen                    |                   | Królewski Teatr Dramatyczny w Sztokholmie |
| 1986 | Viktoria                   | Ett drömspel                                      |                   | Królewski Teatr Dramatyczny w Sztokholmie |
| 1986 | Clotilde, smierć           | Ett gästabud i pestens tid                        |                   | Królewski Teatr Dramatyczny w Sztokholmie |
| 1986 | Ofelia                     | Hamlet                                            |                   | Królewski Teatr Dramatyczny w Sztokholmie |
| 1987 | Snottra, druhna            | Thorsten fiskare                                  |                   | Królewski Teatr Dramatyczny w Sztokholmie |
| 1987 | Aktör                      | Drottningens juvelsmycke Carl Jonas Love Almqvist | Peter Oskarson    | Królewski Teatr Dramatyczny w Sztokholmie |
| 1988 | Pani Kristina, matka Olofa | Mistrz Olof August Strindberg                     | Lennart Hjulström | Królewski Teatr Dramatyczny w Sztokholmie |
| 1989 | Nora                       | Dom lalki Henrik Ibsen                            | Ingmar Bergman    | Królewski Teatr Dramatyczny w Sztokholmie |
| 1994 | Hermiona                   | Zimowa opowieść William Shakespeare               |                   | Królewski Teatr Dramatyczny w Sztokholmie |
| 1996 | Patricia Hamilton          | Den siste Yankeen                                 |                   | Królewski Teatr Dramatyczny w Sztokholmie |
| 2000 | Maria Stuart               | Mary Stuart Friedrich Schiller                    |                   | Królewski Teatr Dramatyczny w Sztokholmie |
| 2002 | Pani Helene Alving         | Ghosts Henrik Ibsen                               |                   | Królewski Teatr Dramatyczny w Sztokholmie |

## Nagrody

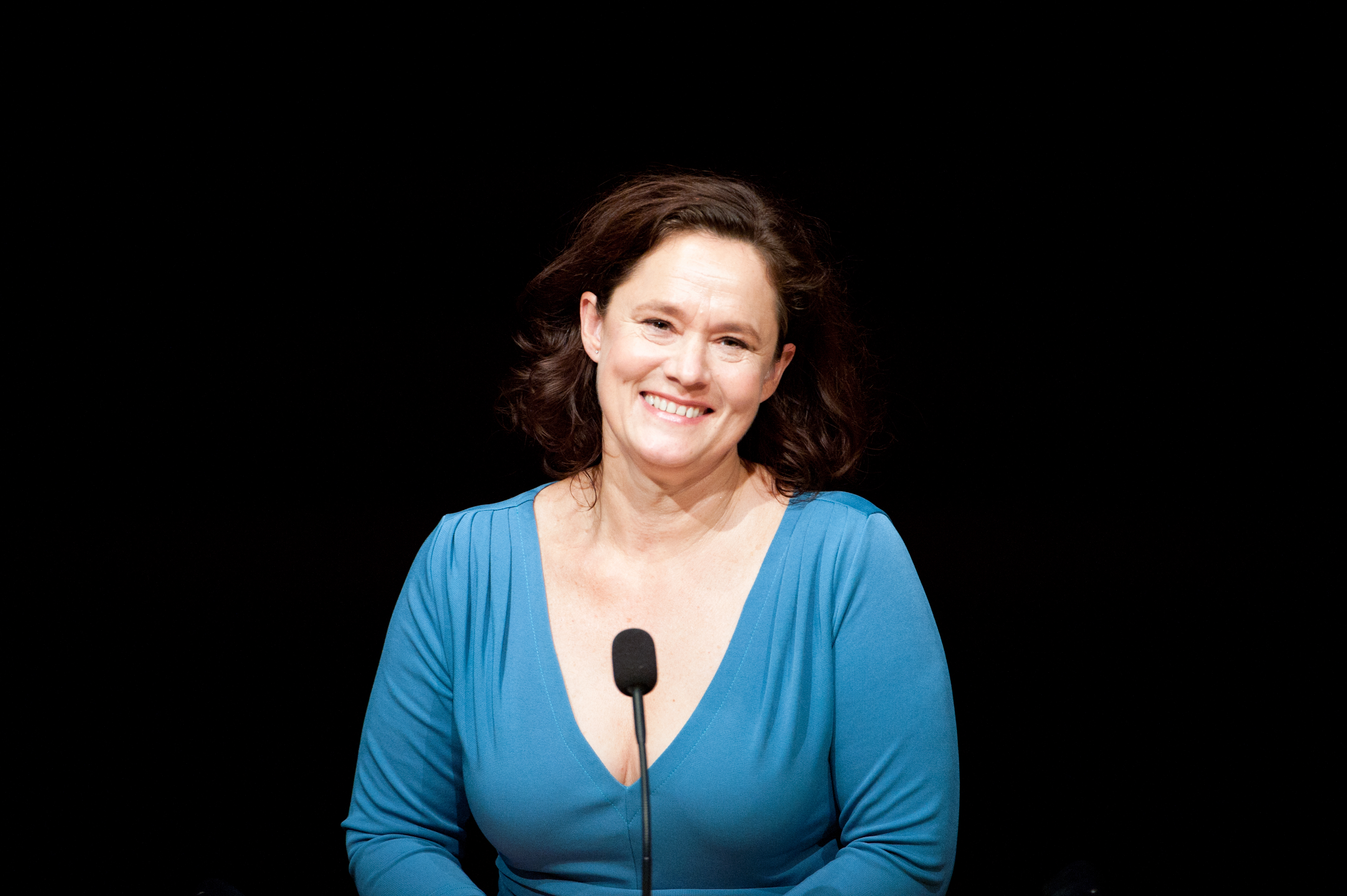
August z Nagrodą Filmową Rady Nordyckiej (2011)

W 2002 została uhonorowana medalem Litteris et Artibus za swoją twórczość.

### Wygrane
- 1992: 45. MFF w Cannes – Najlepsza aktorka za film Dobre chęci[2]
- 1993: Złoty Żuk – Najlepsza aktorka pierwszoplanowa za film Dobre chęci
- 1997: MFF w Valladolid – Nagroda Indywidualna – Najlepsza aktorka za film Intymne zwierzenia
- 1997: MFF w Chicago – Najlepsza aktorka za film Intymne zwierzenia
- 2000: Złoty Żuk – Najlepsza aktorka drugoplanowa za film Där regnbågen slutar
- 2004: 54. MFF w Berlinie – Srebrny Niedźwiedź – Najlepszy zespół aktorski za film Świt
- 2010: 67. MFF w Wenecji – Nagroda Specjalna – Nagroda Tygodnia Krytyki oraz Specjalna nagroda Fundacji im. Christophera D. Smithersa za film Wykluczeni
- 2011: Złoty Żuk – Najlepszy reżyser za film Wykluczeni
- 2015: Robert – Najlepszy serial za Arvingerne

### Nominacje
- 2000: Saturn – Najlepsza aktorka drugoplanowa za film Gwiezdne wojny: część I – Mroczne widmo
- 2004: Złoty Żuk – Najlepsza aktorka pierwszoplanowa za film Drobiazgi oraz Najlepsza aktorka drugoplanowa za film Świt
- 2005: Robert – Najlepsza aktorka drugoplanowa za film Dzień i noc
- 2006: Robert – Najlepsza aktorka drugoplanowa za film Drabet
- 2010: MFF w Valladolid – Konkurs „Meeting Point” – Udział w konkursie za film Wykluczeni
- 2011: Złoty Żuk – Najlepsza aktorka pierwszoplanowa za film Miss Kicki oraz Najlepszy scenariusz za film Wykluczeni
- 2013: Złoty Żuk – Najlepsza aktorka pierwszoplanowa za film Call Girl